# Košťany
Košťany (tyska: Kosten) är en stad i Tjeckien. Den ligger i regionen Ústí nad Labem, i den nordvästra delen av landet, 80 km nordväst om huvudstaden Prag. Košťany ligger 277 meter över havet och antalet invånare är 3 146 (2016).
Terrängen runt Košťany är kuperad åt nordväst, men åt sydost är den platt. Runt Košťany är det mycket tätbefolkat, med 1 517 invånare per kvadratkilometer. Närmaste större samhälle är Teplice, 5,1 km öster om Košťany. Runt Košťany är det i huvudsak tätbebyggt.
Inlandsklimat råder i trakten. Årsmedeltemperaturen i trakten är 8 °C. Den varmaste månaden är juli, då medeltemperaturen är 19 °C, och den kallaste är januari, med −6 °C.